# Az észak-erdélyi zsidóság gettósítása és deportálása
Az észak-erdélyi zsidóság gettósítása és deportálása 1944. május 16. és június 9. között történt. A térség mintegy 164 000 zsidó származású lakosa közül 131 639-et vasúton az auschwitzi koncentrációs táborba szállítottak. A gettósítást a Baky László által aláírt 6133/1944 BM VII. sz. kormányrendelet alapozta meg, amelyet a gettósítási tervvel kapcsolatos értekezleteken Endre László és munkatársai szóbeli kiegészítésekkel láttak el.

## Története

### Előzmények
A második bécsi döntést követően Észak-Erdélyben magyar katonai közigazgatást vezettek be, majd 1940. november 26-ától magyar polgári közigazgatást. A többségében magyar anyanyelvű és magyar érzelmű észak-erdélyi zsidóság örömmel fogadta a hatalomváltást, annál is inkább, mivel ugyanakkor Romániában a Gigurtu-kormány antiszemita programot vezetett be, és a Vasgárda erősödése is aggodalomra adhatott okot.
A Magyarországhoz csatolt Észak-Erdélyben azonban rövidesen életbe léptek a magyar országgyűlés által 1938-ban megszavazott első és második zsidótörvény, az 1941-ben hozott harmadik zsidótörvény hatálya pedig már kezdettől fogva kiterjedt erre a területre is. 1940. év végéig a legtöbb zsidó közalkalmazott valamint számos diplomás elvesztette állását, a zsidókat szinte teljesen kizárták a nagykereskedelemből és az iparból. Észak-Erdély új hatóságai betiltották az összes zsidó újságot és hetilapot, a zsidó sportegyesületeket, szervezeteket és klubokat. A középfokú és felsőfokú oktatásba bevezették a numerus clausust.
1941-től kezdve Erdélyben teret nyertek a szélsőjobboldali eszmék és szervezetek. Az Erdélyi Kárpát-egyesület kizárta zsidó tagjait, a Baross Szövetség, a Hangya Szövetkezet és az Erdélyrészi Magántisztviselők és Kereskedelmi Alkalmazottak Egyesülete a gazdasági életben lépett fel a zsidók ellen. A Székelyföldön felülvizsgálták a zsidók állampolgárságát, és sokakat közülük őrizetbe vettek „kétes állampolgárság” miatt.
1941-ben a húsz és negyvennyolc év közötti zsidó férfiakat munkaszolgálatra kötelezték; 1943-ban 74 kényszermunka-különítmény működött Erdélyben, mintegy 15000 fővel.
1942. októberben Dieter Wisliceny Budapesten találkozott Kállay Miklós személyi titkárával, aki azt állította, hogy Magyarország mintegy százezer zsidót szeretne áttelepíteni Kárpátaljáról és Észak-Erdélyből.
Magyarország német megszállása után, 1944. március 27-én megjelent a kolozsvári Ellenzék-ben, hogy a kormány rövidesen „teljesen és tökéletesen” megoldja a zsidókérdést. Pár nappal később életbe léptek a zsidókat korlátozó újabb intézkedések, köztük a sárga csillag kötelező viselése és az utazási tilalom.

### A gettósítás
1944. április 7-én Baky László belügyminisztériumi politikai államtitkár aláírásával jelent meg a 6133/1944 BM VII számú kormányrendelet, amely szerint „A m. kir. kormány az országot rövid időn belül megtisztítja a zsidóktól. A tisztogatást területrészenként rendelem el, melynek eredményeként a zsidóságot nemre és korra való tekintet nélkül a kijelölt gyűjtőtáborokba kell szállítani.” Észak-Erdély vonatkozásában a végrehajtásra vonatkozó részleteket két értekezleten beszélték meg Endre László elnöklete alatt: az elsőt április 28-án Szatmárnémetiben, a másodikat április 28-án Marosvásárhelyen tartották a helyi közigazgatás, rendőrség és csendőrség vezetőinek részvételével. Május 2-án este a polgármesterek a rendeleten alapuló utasításokat plakátoltattak ki.
A zsidók összegyűjtését erre a célra alakított egységek végezték, amelynek tagjai köztisztviselők, tanárok, csendőrök és rendőrök voltak. Az operatív irányítást Paksy-Kiss Tibor csendőr ezredes végezte. Május 3-án, a gettósítás első napján Észak-Erdélyben közel 8000 zsidót gyűjtöttek össze, ez a szám május 5-én 16 144-re, május 6-án 72 382-re, május 10-én 98 000-re nőtt. A zsidók nem tanúsítottak ellenállást, mivel úgy tudták, hogy a Dunántúlra telepítik őket, ahol mezőgazdasági munkákat kell végezniük. A keresztény lakosság többsége közömbös maradt, és az észak-erdélyi történelmi egyházak vezetői sem emeltek szót az embertelenség ellen. Az egyedüli tiltakozó Márton Áron gyulafehérvári – azaz dél-erdélyi – püspök volt.

### A deportálás
Április 14-én Edmund Veesenmayer jelentette Joachim von Ribbentropnak, hogy „szilárd biztosítékot” kapott Sztójay Döme miniszterelnöktől arra nézve, hogy a Németországnak ígért 100 000 zsidót rövid időn belül leszállítják. A deportálások részleteit Endre László készítette el, ezeket a terveket a május 12-én Munkácson tartott megbeszélésen véglegesítették. Ugyanitt dolgozták ki a polgármestereknek szóló részletes utasításokat is. A vasúti szállítás megszervezése már korábban, május 4–6. között megtörtént egy bécsi megbeszélésen, ahol a német, szlovák és magyar vasúttársaságok képviselői mellett a magyar csendőrség és a Sicherheitspolizei vett részt. Az értekezleten napi négy vonat indítását határozták el május 15-étől kezdődően Kassa–Eperjes–Muszyna–Tarnów–Krakkó–Auschwitz útiránnyal.
Május 18-20-án Ferenczy László csendőr alezredes eligazítást tartott a Kolozsvár körüli vármegyék közigazgatási, rendőri és csendőri vezetői számára, ahol megkapták az utolsó utasításokat a IX. (kolozsvári) és X. (marosvásárhelyi) csendőrkerületből való deportálásra, amely a terveknek megfelelően 1944. május 19. és június 9. között zajlott le. A német külügyminisztérium zsidóügyi szakértője, Eberhard von Thadden a művelet sikerét Endre László és Baky László odaadó együttműködésének tulajdonította, ugyanakkor azt is megállapította, hogy az auschwitzi koncentrációs táborba érkezetteknek csupán egy harmada volt munkára alkalmas.

## A gettók
| Település       | Deportáltak száma | Deportálás időpontja         |
| --------------- | ----------------- | ---------------------------- |
| Nagyvárad       | 27 215            | 1944. május 23. – június 27. |
| Szatmár         | 18 863            | 1944. május 22. – június 1.  |
| Kolozsvár       | 16 148            | 1944. május 25. – június 9.  |
| Máramarossziget | 12 849            | 1944. május 16. – május 22.  |
| Felsővisó       | 12 074            | 1944. május 19. – május 21.  |
| Somlyócsehi     | 7851              | 1944. május 31. – június 6.  |
| Dés             | 7674              | 1944. május 28. – június 8.  |
| Marosvásárhely  | 7549              | 1944. május 27. – június 8.  |
| Beszterce       | 5981              | 1944. június 2. – június 6.  |
| Nagybánya       | 5917              | 1944. május 29. – június 5.  |
| Aknaszlatina    | 3317              | 1944. május 25.              |
| Szászrégen      | 3149              | 1944. június 4.              |
| Ökörmező        | 3059              | 1944. május 17.              |
| Összesen        | 131 639           |                              |

## A háború utáni számonkérés
Az észak-erdélyi zsidóság gettósításáért és deportálásáért felelős személyek többsége a háború végén Németország területére menekült, de 1945-től kezdődően az amerikai OSS Himler Márton vezette szakosztálya megkezdte a háborús bűnökkel vádolt személyek felkutatását és letartóztatását. Az észak-erdélyi zsidóság deportálását vezető két német SS-tiszt közül Dieter Wislicenyt letartóztatták és kiszolgáltatták Csehszlovákiának, ahol a pozsonyi népbíróság halálra ítélte és 1948-ban kivégezték. Adolf Eichmann ugyan sikeresen elmenekült, de 1960-ban három izraeli ügynök a nyomára akadt. Letartóztatták és Jeruzsálemben állították bíróság elé, amely halálra ítélte és 1962-ben kivégezték.
Az előkerült magyar felelősöket az amerikaiak 1945. október 9-től kezdték átszállítani Magyarországra, ahol az újonnan alakult népbíróságok ítélkeztek felettük. A budapesti népbíróság golyó általi halálra ítélte – többek között – Sztójay Döme volt magyar királyi miniszterelnököt, kormánya négy tagjával együtt (két főnek a köztársasági elnök megkegyelmezett, így Sztójayt két miniszterével együtt végezték ki). A Sztójay-perrel párhuzamosan zajlott Jaross Andor volt belügyminiszternek és két államtitkárának, Baky László és Endre László volt államtitkároknak a pere, akiket szintén halálra ítéltek és kivégeztek. Ugyanez lett a sorsa Ferenczy László csendőrezredesnek, de a kolozsvári csendőrkerület volt parancsnoka, Paksy-Kiss Tibor csak 15 év börtönt kapott.
A magyarországi számonkéréssel párhuzamosan zajlott Romániában is az észak-erdélyi deportálások végrehajtásában részt vevő személyek pere, melyet a kolozsvári népbíróság tárgyalt 1946. május 15–31. között. A perben – mely az itt lezajlott csoportos perek közül a legnagyobb szabású volt – 193 személy ellen nyújtottak be vádindítványt, de csak 51 fő ült a vádlottak padján. Nemzetiségi eloszlás szerint a vádlottak többsége magyar volt, de voltak köztük szászok és románok is. A bíróság május 31-én meghozott ítélete alapján 30 személy kapott halálos ítéletet (27 magyar, 2 német, 1 román), de őket mind távollétükben ítélték el (közülük a legjelentősebbek Paksy-Kiss Tibor, a kolozsvári csendőrkerület volt parancsnoka, Papp János, a X. marosvásárhelyi csendőrkerület volt parancsnoka és Félegyházi-Meggyesi Ágoston, a nagyváradi gettó volt parancsnoka). További 50 személyt ítéltek életfogytiglani kényszermunkára, de közülük csak hárman álltak a bíróság előtt (például a távollétében elítélt Kozma István altábornagy, Marosvásárhely volt katonai parancsnoka, vagy a letartóztatásban lévő Csóka László, Szatmárnémeti volt polgármestere). A többi elítélt 5-től 25 évig terjedő kényszermunka vagy börtönbüntetést kapott, 6 személyt felmentettek, 1 személy (Inczédy-Joksmann Ödön, Kolozs vármegye volt alispánja) ügyét a népügyész kérésére elkülönítették, mert nem sikerült kellően tisztázni a vádlott szerepét a gettósítás és deportálás folyamatában. Később őt is felmentették a vádak alól és szabadlábra helyezték.

## Emlékezete

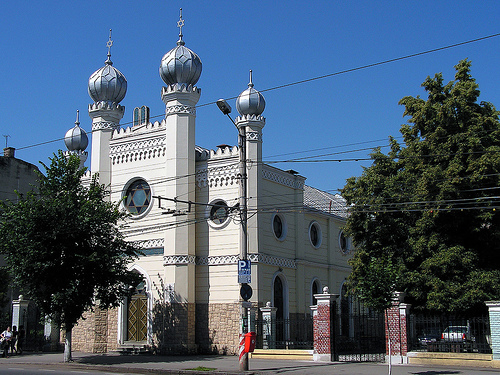
A kolozsvári neológ zsinagóga a koncentrációs táborokban elpusztult észak-erdélyi zsidóság emléktemploma

A szilágysomlyói zsinagógában az Észak-erdélyi Holokauszt Emlékmúzeuma (Muzeul Memorial al Holocaustului din Transilvania de Nord) kapott helyet, a kolozsvári neológ zsinagóga pedig az észak-erdélyi deportáltak emléktemploma. 2014. május 27-én a deportálások 70. évfordulóján a kolozsvári vasútállomás homlokzatára emléktáblát helyeztek el.